# Waka/Jawaka
Waka/Jawaka studijski je album američkog glazbenika Franka Zappe, koji izlazi u srpnju 1972.g. Zappa na ovom albumu okuplja sjajnu ekipu glazbenika, pa tako između ostalih tu su i bivši članovi sastava The Mothers of Invention, Jeff Simsons i George Duke. Materijal je rađen u jazz stilu glazbe. Okupljeni glazbenici nastavljaju i dalje snimati pa u istom sastavu (u međuvremenu su dobili ime "Mothers"), bez Jeffa Simsonsa snimaju sljedeći album The Grand Wazoo.
1989.g. album Waka/Jawaka doživljava svoje digitalno reizdanje na CD-u od izdavačke kuće "Rykodisc".

## Popis pjesama
Sve pjesme napisao je Frank Zappa.
1. "Big Swifty" – 17:22
2. "Your Mouth" – 3:12
3. "It Just Might Be a One-Shot Deal" – 4:16
4. "Waka/Jawaka" – 11:18

## Izvođači
- Frank Zappa – gitara, akustična gitara, udaraljke
- Tony Duran – gitara (slajd), vokal
- George Duke – efekti zvona, električni klavir
- Sal Marquez – truba, vokal, zvona
- Erroneous (Alex Dmochowski) – bas-gitara, vokal, efekt pedala (fuzz)
- Aynsley Dunbar – bubnjevi, dajre
- Chris Peterson – vokal
- Joel Peskin – tenor saksofon
- Mike Atschul – bariton saksofon, pikolo, bas flauta, bas klarinet, tenor saksofon
- Jeff Simmons – gitara (Hawai), vokal
- Sneaky Pete Kleinow – pedale (efekti)
- Janet Ferguson – vokal
- Don Preston – gitara klavijature
- Bill Byers – trombon, baritone rog
- Ken Shroyer – trombon, bariton rog

## Produkcija
- Producent: Frank Zappa
- Projekcija: Marshall Brevitz, Kerry McNabb
- Mastering: Frank Zappa
- Kontrolor projekta: Marshall Brevitz
- Koncepcija: Sal Marquez
- Konzultacije oko projekta: Sal Marquez
- Dizajn: Cal Schenkel
- Dizajn omota albuma: Cal Schenkel
- Ilustracija albuma: Marvin Mattelson
- Ilustracija: Marvin Mattelson
- Fotografija: Philip Schartz
- Zadnja strana omota: Philip Schwartz
- Pakiranje: Cal Schenkel
- Prepakiranje: Ferenc Dobronyi

## Top lista
Album - Billboard (Sjeverna Amerika)
| Godina | Top lista  | Mjesto |
| ------ | ---------- | ------ |
| 1972   | Pop Albums | 152    |

## Vanjske poveznice
- Detalji o izlasku albuma